# クリス・パームリー
クリストファー・マシュー・パームリー（Christopher "Chris" Matthew Parmelee , 1988年2月24日 - ）は、 アメリカ合衆国・カリフォルニア州ロサンゼルス郡ロングビーチ出身の元プロ野球選手（外野手または一塁手）。左投左打。

## 経歴

### プロ入りとツインズ時代

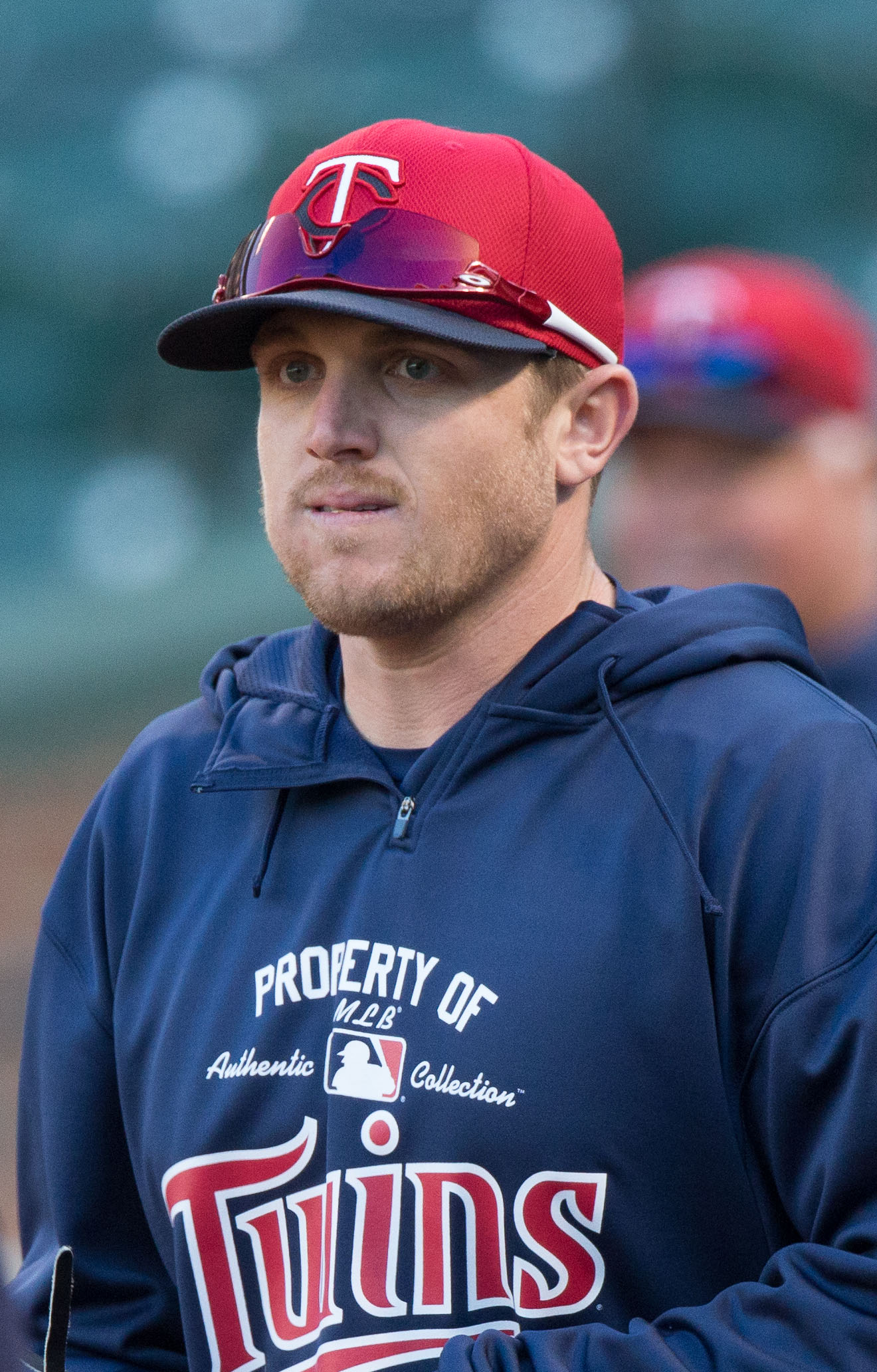
ミネソタ・ツインズ時代
(2013年4月6日)

2006年のMLBドラフト1巡目（全体20位）でミネソタ・ツインズから指名され、6月22日に契約。ドラフト当時はパワーヒッターという触れ込みだったが、プロ入り後の成績は中距離タイプである。契約後は傘下のルーキー級ガルフ・コーストリーグ・ツインズで45試合に出場し、打率.279・8本塁打・32打点・3盗塁だった。8月にA級ベロイト・スナッパーズへ昇格。11試合に出場し、打率.227・2打点だった。
2007年はA級ベロイトで128試合に出場し、打率.239・15本塁打・70打点・8盗塁だった。
2008年はA級ベロイトで69試合に出場し、打率.239・14本塁打・49打点・13盗塁だった。
2009年はA+級フォートマイヤーズ・ミラクルで123試合に出場し、打率.258・16本塁打・73打点・2盗塁だった。
2010年はA+級フォートマイヤーズとAA級ニューブリテン・ロックキャッツでプレー。AA級ニューブリテンでは111試合に出場し、打率.275・6本塁打・44打点・3盗塁だった。オフの11月19日にツインズとメジャー契約を結び、40人枠入りを果たした。
2011年2月26日にツインズと1年契約に合意。3月14日にAA級ニューブリテンへ異動した。開幕後はAA級ニューブリテンで142試合に出場し、打率.287・13本塁打・83打点だった。9月6日にメジャーへ昇格し、同日のシカゴ・ホワイトソックス戦でメジャーデビュー。3番・一塁で先発起用され、初打席でジェイク・ピービーからメジャー初安打を放った。この日は4打数2安打1三振だった。その後は正一塁手として固定され、21試合に出場。打率.355・4本塁打・14打点だった。
2012年は開幕ロースター入りを果たし、開幕から一塁手として先発起用されていたが、27試合の出場で打率.179と結果を残せず、5月15日にジャスティン・モルノーが故障から復帰したため、AAA級ロチェスター・レッドウイングスへ降格。AAA級ロチェスターでは15試合に出場し、打率.375・4本塁打・12打点と活躍。6月7日に再昇格した。昇格後は23試合に出場したが、正一塁手のモルノーからポジションは奪えず、7月5日にAAA級ロチェスターへ降格。7月21日にモルノーが父親産休リスト入りしたため、メジャーへ昇格。2試合に出場し、7月23日にモルノーが復帰したため、再びAAA級ロチェスターへ降格した。8月29日に再昇格後は一塁の他に右翼手として起用された。この年は64試合に出場し、打率.229・5本塁打・19打点だった。
2013年は前年オフに正右翼手のベン・リビアがフィラデルフィア・フィリーズへ移籍したため、開幕から正右翼手として起用された。開幕後は83試合に出場したが、打率は.223まで落ち込み、7月14日にAAA級ロチェスターへ降格した。その後、9月8日に再昇格した。8月31日にモルノーがピッツバーグ・パイレーツへ移籍したこともあり、昇格後は主に一塁手として起用された。この年は自己最多の101試合に出場し、打率.228・8本塁打・24打点・1盗塁だった。
2014年2月28日にツインズと1年契約に合意したが、3月27日に40人枠を外れ、AAA級ロチェスターへ降格した。降格後はAAA級ロチェスターで32試合に出場し、打率.305・7本塁打・23打点と結果を残し、5月9日にツインズとメジャー契約を結んだ。この年からジョー・マウアーが一塁に転向し、開幕から右翼に起用されていたオズワルド・アルシアが故障で離脱していたため、契約後は右翼手として起用された。5月25日にアルシアが復帰し、その後は定位置を確保することができないままシーズンを終えた。この年は87試合に出場し、打率.256・7本塁打・28打点だった。オフの12月13日にDFAとなり、12月23日にAAA級ロチェスターへ降格した。

### オリオールズ時代
2015年1月26日にボルチモア・オリオールズとマイナー契約を結んだ。開幕は傘下のAAA級ノーフォーク・タイズで迎え、6月16日にメジャー契約を結んだ。オリオールズでのデビュー戦となった同日のフィラデルフィア・フィリーズ戦で6打数3安打でうち2本塁打3打点と打棒が爆発。また、この試合でチームは歴代球団記録の1試合8本塁打を記録し、19 - 3で大勝した。7月31日にジェラルド・パーラの加入に伴ってDFAとなり、8月8日にAAA級ノーフォークへ降格した。8月14日に前腕の骨折で故障者リストに入った。10月8日にFAとなった。

### ヤンキース時代
2016年2月23日にニューヨーク・ヤンキースとマイナー契約を結び、同年のスプリングトレーニングに招待選手として参加することになった。開幕は傘下のAAA級スクラントン・ウィルクスバリ・レイルライダースで迎えた。6月4日にマーク・テシェイラの15日間の故障者リスト入りに伴い、メジャー契約を結んで25人枠入りした。昇格後は6月8日のロサンゼルス・エンゼルス戦で2本塁打する活躍もあったが、10日に右足のハムストリングを痛めて15日間の故障者リスト入りした。8月13日に復帰したが、同日中に40人枠を外れる形でAAA級スクラントン・ウィルクスバリへ配属された。10月5日にFAとなった。

### アスレチックス傘下時代
2016年11月19日にオークランド・アスレチックスとマイナー契約を結び、2017年のスプリングトレーニングに招待選手として参加することになった。
2017年の開幕をAAA級ナッシュビル・サウンズで迎えたが、その後もメジャー昇格はなく、7月13日に自由契約となった。

### マーリンズ傘下時代
2017年7月26日、マイアミ・マーリンズとマイナー契約を結び、傘下のAAA級ニューオーリンズ・ベビーケークスに配属された。

## 詳細情報

### 年度別打撃成績
| 年 度     | 球 団     | 試 合 | 打 席 | 打 数 | 得 点 | 安 打 | 二 塁 打 | 三 塁 打 | 本 塁 打 | 塁 打 | 打 点 | 盗 塁 | 盗 塁 死 | 犠 打 | 犠 飛 | 四 球 | 敬 遠 | 死 球 | 三 振 | 併 殺 打 | 打 率 | 出 塁 率 | 長 打 率 | O P S |
| --------- | --------- | ----- | ----- | ----- | ----- | ----- | -------- | -------- | -------- | ----- | ----- | ----- | -------- | ----- | ----- | ----- | ----- | ----- | ----- | -------- | ----- | -------- | -------- | ----- |
| 2011      | MIN       | 21    | 88    | 76    | 8     | 27    | 6        | 0        | 4        | 45    | 14    | 0     | 0        | 0     | 0     | 12    | 0     | 0     | 13    | 3        | .355  | .443     | .592     | 1.035 |
| 2012      | MIN       | 64    | 210   | 192   | 18    | 44    | 10       | 2        | 5        | 73    | 20    | 0     | 0        | 0     | 1     | 13    | 1     | 4     | 52    | 4        | .229  | .290     | .380     | .671  |
| 2013      | MIN       | 101   | 333   | 294   | 21    | 67    | 13       | 0        | 8        | 104   | 24    | 1     | 1        | 0     | 3     | 33    | 0     | 3     | 81    | 6        | .228  | .309     | .354     | .663  |
| 2014      | MIN       | 87    | 270   | 250   | 27    | 64    | 11       | 0        | 7        | 96    | 28    | 0     | 3        | 0     | 1     | 17    | 0     | 2     | 64    | 7        | .256  | .307     | .384     | .691  |
| 2015      | BAL       | 32    | 102   | 97    | 11    | 21    | 7        | 1        | 4        | 42    | 9     | 0     | 1        | 0     | 0     | 4     | 0     | 1     | 26    | 1        | .216  | .255     | .433     | .688  |
| 2016      | NYY       | 6     | 8     | 8     | 4     | 4     | 1        | 0        | 2        | 11    | 4     | 0     | 0        | 0     | 0     | 0     | 0     | 0     | 3     | 0        | .500  | .500     | 1.375    | 1.875 |
| 通算：6年 | 通算：6年 | 311   | 1011  | 917   | 89    | 227   | 48       | 3        | 30       | 371   | 98    | 1     | 5        | 0     | 5     | 79    | 1     | 10    | 239   | 21       | .248  | .313     | .405     | .717  |

### 背番号
- 64（2011年）
- 27（2012年 - 2014年）
- 41（2015年）
- 26（2016年）